# Solikamsk
Solikamsk (tiếng Nga: Соликамск) là một thành phố Nga. Thành phố này thuộc chủ thể Perm Krai. Thành phố có dân số 102.531 người (theo điều tra dân số năm 2002). Đây là thành phố lớn thứ 159 của Nga theo dân số năm 2002.